# Dawid Cwi Szlomo Biderman
Dawid Cwi Szlomo Biderman (ur. 1844, zm. 1918) – rabin, w latach 1882–1918 cadyk chasydzkiej dynastii Lelow.
Był synem Eleazara Mendla Bidermana (1827–1882), wnukiem Mosze Bidermana (1776–1851) i prawnukiem Dawida Bidermana (1746–1814), założyciela dynastii. Po śmierci ojca w 1882 został cadykiem lelowskich chasydów. Jego następcą został jego syn Szimon Noson Nota Biderman (1870–1929).